# Harry Bresslau
Harry Bresslau (Dannenberg, 22 marzo 1848 – Heidelberg, 27 ottobre 1926) è stato uno storico e diplomatista tedesco, il principale dell'area tedesca con Theodor von Sickel e Julius von Ficker.

## Biografia

### Educazione
Harry (chiamato anche Heinrich) Bresslau, figlio di Abraham Heinrich e di Marianne Levi,  studiò a Göttingen e a Berlino inizialmente giurisprudenza, per poi passare alle scienze storiche. Durante i suoi studi fu insegnante all'Auerbach Orphanage di Berlino. I suoi più importanti insegnanti furono Johann Gustav Droysen e Leopold von Ranke, dei quali divenne assistente. Nel 1869 prese il dottorato con il pupillo di Ranke, Georg Waitz, su una dissertazione vertente il governo dell'imperatore Corrado II di Svevia. Immediatamente prima della sua inaugurazione accademica, Bresslau divenne insegnante al Frankfurt Philanthropin. Dopo la sua inaugurazione nel 1872, nel 1877 Bresslau ottenne uno straordinario posto di insegnamento all'Università di Berlino. Era certamente un convinto nazional-liberale, e molto attaccato al nazionalismo tedesco, ma era ebreo e non battezzato. Quindi il percorso per una normale cattedra in Prussia gli fu impedito.

### Bresslau e Treitchke
Quando Heinrich von Treitschke pubblicò i suoi controversi scritti contro gli ebrei nel 1879, Bresslau parlò apertamente e radicalmente contro i suoi colleghi docenti più anziani, anche se la sua posizione di professore straordinario non aveva una sicurezza permanente. Tuttavia nel 1878 Bresslau aveva lavorato insieme a Treitschke, un anno prima del suo contributo antisemita agli Annali prussiani, in un comitato elettorale del Partito Nazional-Liberale. Bresslau credeva nella possibilità di una completa assimilazione degli ebrei tedeschi attraverso un'aperta affermazione dell'ideale della nazionalità tedesca. Perciò fu uno degli esempi che Treitschke evidenziò per la proposta che un'assimilazione degli ebrei potesse essere possibile.

### Strasburgo e gli ultimi anni
Nel 1890 Bresslau accettò la chiamata di recarsi a Strasburgo, in Alsazia, dove fino al 1913 ricoprì una regolare cattedra di Storia all'Università. Qui sviluppò un programma di insegnamento e di ricerca approfondito e si fece promotore dell'identità tedesca in chiave nazionale-liberale. Poco dopo la fine della prima guerra mondiale, il 1º dicembre 1918, i francesi espulsero Bresslau da Strasburgo come un "pangermanista militante". Quando nel 1904 la Società storico-accademica di Berlino, a cui Bresslau apparteneva da 25 anni, si trasformò in un'associazione (Holsatia) con stemmi e livree, e richiese altre forme di cooperazione da Bresslau, quest'ultimo rifiutò bruscamente: l'Holsatia aveva introdotto, infatti, un veto contro l'ammissione per gli studenti ebrei.
Bresslau trascorse gli anni finali della sua vita ad Amburgo ed infine a Heidelberg, dove morì mentre attendeva all'edizione diplomatica dei diplomi di Enrico III. Suo figlio era lo zoologo Ernst Bresslau, mentre sua figlia era la missionaria medica, infermiera, assistente sociale e sostenitrice della salute pubblica Helene Bresslau Schweitzer.

## Il contributo scientifico

### Monumenta Germaniae Historicae ilManuale per gli studi sulle carte e sui diplomi per Germania e Italia
Bresslau fu coinvolto dal 1877 nella partecipazione all'opera dei Monumenta Germaniae Historica e dal 1888 nella sua direzione scientifica centrale. Per la sezione Diplomata dei Monumenta ha curato l'edizione delle carte originali dell'imperatore Enrico II di Sassonia (la prima parte uscì nel 1900, la seconda nel 1903) e di Corrado II (1909). Il manuale di diplomatica Handbuch der Urkundenlehre für Deutschland und Italien (ossia Manuale per gli studi sulle carte e sui diplomi per Germania e Italia), la cui seconda edizione ampliata uscì a Lipsia nel 1912, è ancora valida per l'analisi diplomatista dei diplomi medievali imperiali e pontifici. Per il centenario dei Monumenta nel 1919, Bresslau scrisse il suo ultimo libro, ossia La storia del progetto dei Monumenta Germaniae Historica (Geschichte der Monumenta Germaniae Historica, uscito a Hannover nel 1921 e ristampato decenni più tardi, esattamente nel 1976). Come supervisore scientifico, Bresslau curò oltre 100 dissertazioni di dottorato.

### La Commissione storica per la storia degli ebrei in Germania
Sotto la presidenza di Bresslau, la Commissione storica per la storia degli ebrei in Germania fu fondata dall'unione delle congregazioni ebraico-tedesche nacque nel 1902. Sul modello dei Monumenta Germaniae Historica e della Commissione storica dell'Accademia delle scienze bavarese, le fonti più pertinenti sono state ricercate e utilmente assemblate per la ricerca. Bresslau ostacolò la cooptazione dello storico popolare Heinrich Graetz, perché credeva che il riconoscimento ufficiale di Graetz come storico avrebbe aggravato pericolosamente il rapporto tra ebrei e cristiani. Graetz aveva infatti sviluppato una sorta di visione giudaico-centrica della storia, che fu criticata in modo molto acuto nelle polemiche contro l'antisemitismo di Berlino. Lo stesso Bresslau era un esponente di spicco della scienza positivista. La Commissione storica ha pubblicato il Journal for the History of the Jews in Germany.